# Lijst van oorlogsmonumenten in Oosterhout
De Nederlandse gemeente Oosterhout heeft vijf oorlogsmonumenten. Hieronder een overzicht.
| Nr.                             | Object                                      | Herdachte groep        | Ontwerper          | Onthulling | Type            | Locatie                                        | Plaats     | Coördinaten                   | Foto                                        |
| ------------------------------- | ------------------------------------------- | ---------------------- | ------------------ | ---------- | --------------- | ---------------------------------------------- | ---------- | ----------------------------- | ------------------------------------------- |
| 712                             | Oorlogsmonument                             | algemeen               | Jacques van Poppel |            | beeld/sculptuur | Slotlaan, 4901 KA                              | Oosterhout | 51° 38' 15" NB, 4° 51' 30" OL | Oorlogsmonument                             |
| 2795                            | Monument voor Poolse militairen             | geallieerde militairen |                    |            | plaquette       | Korenbocht, 4905 AS                            | Oosterhout | 51° 38' 40" NB, 4° 50' 34" OL | Monument voor Poolse militairen             |
| Dit oorlogsmonument op Wikidata | Ereveld Oosterhof                           | geallieerde militairen |                    |            | begraafplaats   | Begraafplaats Leysenakkers, Veerseweg          | Oosterhout | 51° 38' 46" NB, 4° 52' 24" OL | Ereveld Oosterhof                           |
|                                 | Oorlogsgraven van het Gemenebest Oosterhout | geallieerde militairen |                    |            | begraafplaats   | Hervormde Begraafplaats, Nieuwe Bouwlingstraat | Oosterhout | 51° 38' 29" NB, 4° 51' 4" OL  | Oorlogsgraven van het Gemenebest Oosterhout |
| Dit oorlogsmonument op Wikidata | Stolpersteine                               | vervolgden Nederland   | Gunter Demnig      |            | reliëf          | Zie Lijst van Stolpersteine in Oosterhout      | Ooterhout  |                               | Meer afbeeldingen                           |

Alphen-Chaam ·
Altena ·
Asten ·
Baarle-Nassau ·
Bergeijk ·
Bergen op Zoom ·
Bernheze ·
Best ·
Bladel ·
Boekel ·
Boxtel ·
Breda ·
Cranendonck ·
Deurne ·
Dongen ·
Drimmelen ·
Eersel ·
Eindhoven ·
Etten-Leur ·
Geertruidenberg ·
Geldrop-Mierlo ·
Gemert-Bakel ·
Gilze en Rijen ·
Goirle ·
Halderberge ·
Heeze-Leende ·
Helmond ·
's-Hertogenbosch ·
Heusden ·
Hilvarenbeek ·
Laarbeek ·
Land van Cuijk ·
Loon op Zand ·
Maashorst ·
Meierijstad ·
Moerdijk ·
Nuenen, Gerwen en Nederwetten ·
Oirschot ·
Oisterwijk ·
Oosterhout ·
Oss ·
Reusel-De Mierden ·
Roosendaal ·
Rucphen ·
Sint-Michielsgestel ·
Someren ·
Son en Breugel ·
Steenbergen ·
Tilburg ·
Valkenswaard ·
Veldhoven ·
Vught ·
Waalre ·
Waalwijk ·
Woensdrecht ·
Zundert